# Bleicheli (St. Gallen)

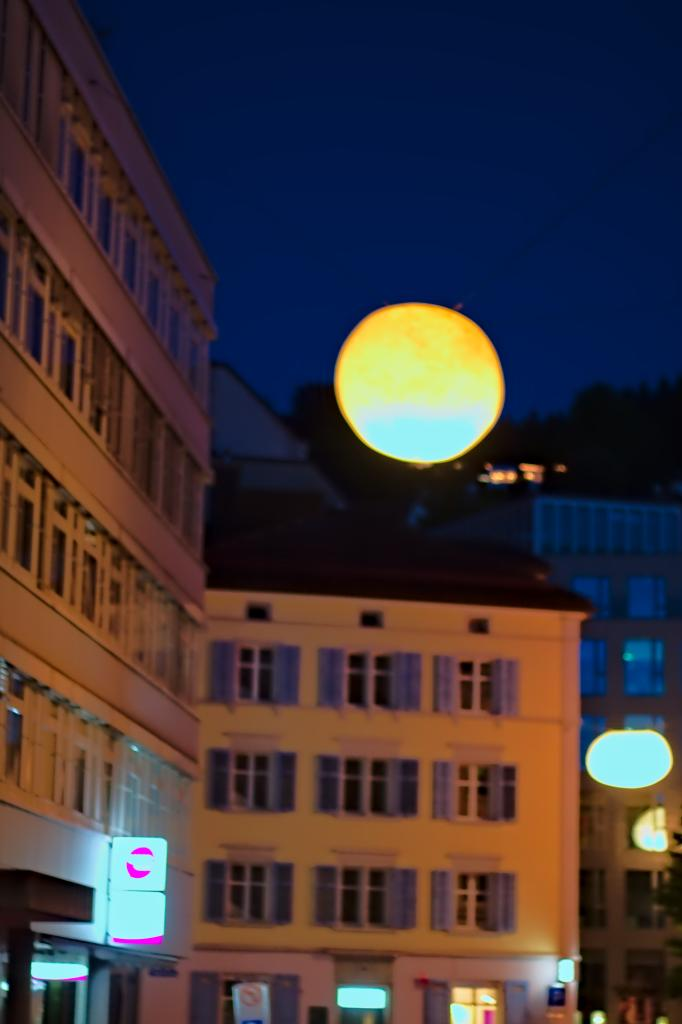
Bleicheli zur Blauen Stunde, 2009

Das Bleicheli ist ein kleinräumiges Wohn- und Gewerbegebiet in der Innenstadt von St. Gallen zwischen der Vadianstrasse im Nordwesten und der Wassergasse im Südosten.
Es ist auf einer ehemaligen Bleiche der Textilindustrie entstanden, in der früher Tücher zum Bleichen an die Sonne gelegt wurden. Es entwickelte sich im Laufe der Zeit zu einem Bankenzentrum. Auf dem Areal stehen die Stadtlounge bzw. der Rote Platz sowie der Hauptsitz der Raiffeisen Schweiz.